# Sven-Erik Bäck
Sven-Erik Bäck (ur. 16 września 1919 w Sztokholmie, zm. 10 stycznia 1994 tamże) – szwedzki kompozytor, dyrygent i skrzypek.

## Życiorys
Od 1939 do 1943 studiował w Szwedzkiej Akademii Muzycznej, uczył się kompozycji u Hildinga Rosenberga, później studiował w Rzymie pod kierunkiem Goffreda Petrassiego. W 1953 został kierownikiem orkiestry kameralnej Szwedzkiego Radia, był też członkiem kilku innych zespołów kameralnych i kierownikiem orkiestr. 

## Twórczość
W swojej twórczości łączył tradycje polifonicznej muzyki renesansu i baroku ze współczesnymi technikami kompozytorskimi, m.in. dodekafonią i punktualizmem. Komponował utwory orkiestrowe, kameralne, pieśni, kantaty (m.in. Himlaljusens fader, 1952), opery i muzykę elektroniczną (m.in. utwór Porten z 1969).